# Veli Akbulut
Veli Akbulut (* 11. Juli 1995 in Burdur) ist ein türkischer Fußballspieler.

## Karriere
Akbulut begann seine Profikarriere bei Tavşanlı Linyitspor, für die er sein Debüt in der TFF 1. Lig am 12. Januar 2014 gegen Balıkesirspor gab. Dort wurde er in der 85. Minute für Egecan Çevir eingewechselt, das Spiel verlor Tavşanlı mit 0:2. Zu dieser Zeit gehörte Akbulut dem Kader der zweiten Mannschaft an, für welche er 18 Spiele bestritt und drei Tore erzielte. Zur Saison 2014/15 wurde er in den Profikader aufgenommen.